# 악마를 보았다
《악마를 보았다》는 이병헌과 최민식이 주연을 맡은 김지운 감독의 2010년 범죄 스릴러 영화이다. 영화가 완성된 후 영상물등급위원회로부터 두 차례 제한상영가를 받았고, 제작사는 수정을 거듭한 뒤 세 번 만에 청소년 관람 불가 등급을 받아 가까스로 개봉이 이루어졌다.

## 줄거리
국정원 요원 김수현은 임무준비를 하던 와중에도 약혼녀 장주연과 전화통화를 하며 즐거운 시간을 보내고 있었다. 하지만 곧 일을 나가야 할 시간이 다가오자 급히 전화를 끊어버렸다. 그로부터 며칠후 주연은 어느 다리 밑 저수지에서 온몸이 토막난 시체로 발견됐다. 수현은 그 광경을 보고 깊은 슬픔과 충격에 빠졌으며 불과 며칠전에 주고받았던 주연과의 통화가 마지막 통화였다는 것을 깨닫고 끝없이 절망했다. 이에 복수심을 품은 수현은 주연의 시체를 화장하는 동안 약혼녀를 살해한 자를 똑같이 만들어주겠다고 다짐했고 이후 강력반장으로 일하고 있는 장인 장 반장의 도움으로 총 4명의 용의자를 추려냈다. 앞서 찾아간 두 명에게는 아무런 소득이 없었고 세번째 용의자의 집을 찾아갔다. 그리고 집 안에 숨겨진 비밀공간에서 주연이 끼고 있던 반지를 발견했고 이때부터 세번째 용의자가 범인이라고 확신했다.
용의자의 이름은 장경철. 겉으로 보기에는 학원차량 운전기사일을 하는 평범한 아저씨로 보이지만 실은 납치, 감금, 성폭력, 살인 등을 아무렇지도 않게 저지르고 다니는 사이코패스였다. 어두운 밤, 차가 고장나는 바람에 인적없는 길가에 차를 세워놓고 견인차가 오기만을 기다리던 주연을 납치해 살해해버린 것도 당연히 경철의 소행. 이후 수현은 국정원 요원다운 민첩함으로 단박에 경철의 행적을 파악했지만 그를 곧바로 없애지 않았다. 대신, 국정원 후배한테서 몰래 건네받은 GPS기능과 음성마이크까지 탑재된 캡슐을 그의 입 속으로 넣어버렸고 경철이 범행을 저지르는 곳마다 쫓아가서 그를 응징하는 방식을 택했다.
하지만 꼬리가 길면 잡히듯 경철 역시 자신을 쫓아오는 수현이 누군지 알아챘고 그가 어떤 식으로 자길 쫓아오는지 알게 되면서 승부근성이 발휘했다. 그리고 보복을 위해 장인 장 반장의 집에 들이닥친다.

## 캐스팅
- 이병헌 : 김수현 역
- 최민식 : 장경철 역
- 오산하 : 약혼녀 장주연 역
- 전국환 : 장주연의 아버지 장반장 역
- 천호진 : 강력계 형사 오 과장 역
- 김윤서 : 장주연의 동생 장세연 역
- 최무성 : 태주 역
- 김시운 : 세정 역
- 조덕제 : 강 형사 역
- 한철우 : 박 형사 역
- 조명연 : 형사 3 역
- 엄태구 : 형사 4 역
- 최진호 : 기획국장 역
- 김강일 : 박한기 역
- 정태성 : 호텔 요원 역
- 이설구 : 택시강도 1 역
- 정미남 : 택시강도 2 역
- 손영순 : 경철 모 역
- 윤채영 : 간호사 역
- 박로사 : 펜션녀 역
- 남현주 : 오 과장 부인 역
- 남보라 : 오 과장 딸 역
- 설창희 : 잠복 형사 역
- 신신범 : 늙은 약사 역
- 박정기 : 중사 역
- 허이슬 : 수녀 2 역
- 하승리 : 항구 여고생 역
- 길금성 : 항구 남 역
- 최문수 : 주연 이모 역
- 박지연 : 학원선생 역
- 이준혁 : 요원 역 (우정출연)
- 김갑수 : 국정원 기획2차장 역 (특별출연)

## 제작 및 개봉
- 제작 단계에서는 《아열대의 밤》과 《사냥꾼》이라는 가제로 알려졌다.
- 2010년 8월 5일 예정된 기자 시사회가 갑작스레 연기되었다. 연기 사유는 영상물 등급 위원회로부터 제한 상영가 판정을 받았기 때문이다. 제작사 페퍼민트앤컴퍼니는 일반 극장 상영을 위해 '영화의 연출 의도를 훼손하지 않는 범위 내에서 수위가 높은 장면을 기술적으로 줄이는 보완작업을 거쳐 재심의를 진행 중'이라고 밝혔다.[2]
- 언론 보도에 따르면 극 중 시신의 일부를 바구니에 던지는 장면과 인육을 먹는 장면, 절단된 신체를 냉장고에 넣는 장면 등이 인간의 존엄과 가치를 현저히 훼손한다는 이유로 제한 상영가 등급 판정이 내려졌다고 한다.[2]
- 《악마를 보았다》기자 시사회는 당초 8월 5일 예정되었다가 심의 문제로 8월 11일로 연기되었다. 8월 11일 동대문 메가박스에서 열린 기자 시사회는 오후 5시 30분 경부터 감독과 배우의 무대 인사에 이어 전관에서 동시에 진행되었다.

### 제작진
- 감독: 김지운
- 촬영: 이모개
- 기획 제작: 김현우
- 공동 제작: 조성원
- 각본: 박훈정
- 프로덕션 디자인: 조화성(화성공작소)
- 편집: 남나영(MORI)
- 음악: 모그
- 음악 조감독 : 건우 (박건우)
- 제작: 페퍼민트 & 앤컴퍼니
- 공동제작: 씨즈 엔터테인먼트
- 제공: 소프트뱅크 벤처스 코리아, 쇼박스(주)미디어플렉스
- 배급: 쇼박스(주)미디어플렉스

## 수상

### 국내
- 2010년 제31회 청룡영화상 촬영상 - 이모개
- 2010년 제31회 청룡영화상 조명상 - 오승철
- 2010년 제31회 청룡영화상 음악상 - 모그
- 2010년 제47회 대종상 영화제 조명상 - 오승철

### 해외
- 2011년 제18회 제라르메 국제 판타스틱 영화제 관객상
- 2011년 제18회 제라르메 국제 판타스틱 영화제 비평가상
- 2011년 제18회 제라르메 국제 판타스틱 영화제 학생심사위원상
- 2011년 제29회 브뤼셀 판타스틱 영화제 금까마귀상
- 2011년 제31회 판타스포르토 국제 영화제 오리엔트익스프레스 - 작품상

## 평가
《악마를 보았다》에 대한 저널의 평은 잔혹한 장면 묘사에 대한 평가가 주를 이룬다. 영화 기자 이동진은 이 영화에 대해 "악마성의 본질을 파고들려는 영화가 아니라, 그 악마성이 휘두르는 막강한 힘에 정신이 팔려 있는 영화다. 살인 뿐만 아니라 섹스 신을 포함한 숱한 대목에서, 과잉은 무엇인가를 담아내기 위한 수단이 아니라 그 자체로 목적인 것처럼 보인다... ‘악마를 보았다’는 충격적이지만 관습적이고, 강렬하지만 중량감이 떨어진다."고 평했다. 문화일보 이동현 기자는 이 영화가 다양한 장르 영화에서 특유의 스타일을 보여 줬던 김지운 감독이 이 영화에서도 회화적인 영상과 속도감이 넘치는 액션 시퀀스를 씨줄과 날줄 삼아 솜씨 좋게 엮어 가는 편집 또한 흠잡을 데가 없다고 평가했다.